# Roncocreagris iglesiasae
Espèce
Roncocreagris iglesiasae est une espèce de pseudoscorpions de la famille des Neobisiidae.

## Distribution
Cette espèce est endémique des Asturies en Espagne. Elle se rencontre à Morcín dans la grotte Cueva les Xianes.

## Description
Le mâle holotype mesure 2,25 mm.

## Étymologie
Cette espèce est nommée en l'honneur de Flora Iglesias Novoa.

## Publication originale
- Zaragoza, 2003 : Roncocreagris iglesiasae, a new cave-dwelling species from Asturias (Arachnida, Pseudoscorpiones, Neobisiidae). Revista Iberica de Aracnologia, vol. 7, no 1, p. 89-94 (texte intégral).